# Hermann Greulich
Hermann Greulich född 1842, död 1925, var en schweizisk socialistisk politiker.
Greulich påverkades av August Bebel och var en av initiativtagarna till grundandet av arbetarpartiet 1867 och en tid redaktör för det socialdemokratiska huvudorganet. Greulich tillhörde nationalrådet från 1902. På socialpolitikens och socialstatistikens område har Greulich gjort en betydande insats. Han tillhörde Zürichs statistiska kontor från 1887 och deltog aktivt i förberedandet av internationella arbetarskyddskonferensen 1897.
Greulich var aktiv tillsammans med Karl Marx i Första internationalen, och senare medlem av Andra internationalen.